# Захарьин, Григорий Антонович
Григо́рий Анто́нович Заха́рьин (8 (20) февраля 1829, Пенза, Российская империя — 23 декабря 1897 (4 января 1898), Москва, Российская империя) — русский врач-терапевт, заслуженный профессор Московского университета, основатель московской клинической школы, почётный член Императорской Санкт-Петербургской Академии Наук (1885). Тайный советник (1883).

## Биография
Родился в дворянской семье в Пензе 8 (20) февраля 1829 года. Отец — Антон Сергеевич Захарьин, участник Отечественной войны 1812 года, землевладелец с имениями в Сердобском уезде, в том числе в селе Вирга. Дед по отцу — Сергей Наумович Захарьин (1774—1807), столбовой дворянин, капитан-лейтенант флота, участник русско-шведской войны 1788—1790 годов, пензенский землевладелец; директор пензенского Главного народного училища (1803—1804), затем — Пензенской гимназии (1804—1807); корреспондент Вольного общества любителей словесности, наук и художеств «по части наук и словесности». Сыновья деда — Александр (1793—?), Антон (1794—?) и Павел (1797—?), получили образование в Благородном пансионе при Московском университете.
Учился в Саратовской мужской гимназии (1839—1847). По воспоминаниям В. И. Жеребцова, Захарьин проживал в условиях крайней бедности на съёмной квартире по улице Грошовой. Несмотря на невозможность приобретения собственных учебников, он успевал приготовить уроки во время перемен и неизменно оставался первым учеником гимназии.
В 1847 году поступил своекоштным студентом на медицинский факультет Московского университета, который окончил в 1852 году. Был оставлен при факультете ординатором факультетской терапевтической клиники у профессора А. И. Овера. Работая в клинике, одновременно изучал иностранные языки (французский и немецкий), переводил на русский язык иностранную литературу по медицине. В 1854 году защитил диссертацию на степень доктора медицины: «Учение о послеродовых болезнях» («De paerperii morborum»). В 1856—1859 годах стажировался за границей в клиниках Р. Вирхова, Й. Шкоды, А. Труссо, К. Бернара, изучал терапию, гинекологию, урологию, кожные заболевания; осматривал лечебные учреждения в Берлине (вместе с С. П. Боткиным), Париже. Вернувшись в Москву (1859), начал читать в Московском университете курс семиотики (учение о распознавании болезней).
Адъюнкт (1860), экстраординарный профессор (1862). В 1864 году Захарьин занял должность ординарного профессора по кафедре диагностики Московского университета, а затем директором терапевтической клиники медицинского факультета Московского университета (до 1896). Заслуженный профессор Московского университета (1885).
С 31 декабря 1876 года — действительный статский советник, с 15 мая 1883 года — тайный советник. Был награждён орденами: Св. Анны 2-й ст. с императорской короной (1873) и Св. Владимира 2-й ст. (1885).
Захарьин создал свою терапевтическую школу в Москве и организовал первую детскую клинику в российском университете.
Большая часть научных трудов Захарьина относится к юным его годам: «Взаимное отношение белковой мочи и родимца беременных» («Московский Врачебный Журнал», 1853), «Учение о послеродовых болезнях» (там же, 1854), «Приготовляется ли в печени сахар» (там же, 1855), «По поводу некоторых вопросов о крови» («Медицинский Вестник», 1861), «О возвратной горячке» («Московская Медицинская Газета», 1865) и др. Захарьин был одним из самых выдающихся клиницистов-практиков своего времени и внёс огромный вклад в создание анамнестического метода исследования больных. Изложил свои приёмы диагностики и взгляды на лечение в «Клинических лекциях», получивших широчайшую известность. Эти лекции выдержали много изданий, в том числе на английском, французском, немецком языках. Методика исследования по Захарьину составляла многоступенчатый расспрос врачом больного, «возведенный на высоту искусства» (А. Юшар), и позволявший составить представление о течение болезни и факторах риска. В противоположность С. П. Боткину Захарьин при всём внимании к так называемым объективным методам известен как «субъективист»: сторонник индивидуального подхода, на приёме подолгу беседовал с больным, придавая большое значение субъективным ощущениям пациента.
Профессор Захарьин и английский невропатолог Генри Гед (Хэд) независимо друг от друга доказали существование связи между кожей и внутренними органами. В 1883 году Захарьин, а через 15 лет Гед, обнаружили, что при патологии того или иного органа определённые участки кожи становятся повышено чувствительными и иногда болезненными. Позже эти чувствительные участки кожи получили название проекционных зон Захарьина-Геда. Их скоро признали в учёном мире и запечатлели в виде фигур во всех руководствах по нервным болезням.
Захарьин является одним из основоположников отечественной курортологии, занимался разработкой методов физиотерапии, научно обосновал лечебное действие минеральных вод, одним из первых дал их классификацию. Захарьин создал крупную медицинскую школу, к которой принадлежали Н. Ф. Филатов, В. Ф. Снегирёв, А. А. Остроумов, А. Я. Кожевников и др. С деятельностью Захарьина и его клинической школой тесно связано становление новых самостоятельных научно-учебных дисциплин: педиатрии, гинекологии, невропатологии.
Захарьин обладал большим талантом врачевания и пользовался безграничным врачебным авторитетом. А. П. Чехов из всех врачей России признавал лишь один авторитет — Захарьина. Постоянным пациентом Захарьина был Лев Толстой, отмечавший, что общение с этим доктором оставляет сильное впечатление. Огромная частная практика, а также его тяжёлый характер создали почву для многочисленных конфликтов с коллегами, для легенд и анекдотов. Однако В. Д. Шервинский в своих воспоминаниях отмечал: «все те чудачества, о которых рассказывали в связи с посещением Захарьина, мне думается, были в значительной мере преувеличены, а иной раз просто выдуманные. Я лично могу сказать, что встречал в профессоре Захарьине серьёзного, строгого, но вежливого и корректно держащегося человека. Никаких чудачеств, о которых так много рассказывали в Москве в связи с Захарьиным, повторяю, лично я не знал. Что Григорий Антонович ругался в купеческих домах, так это не диво, так как подчас никакого терпения недоставало, чтобы переносить все те нелепости, которыми была полна домашняя обстановка замоскворецких купцов».
Как педагог Захарьин широко прославился лекциями по общей терапии. В воспоминаниях современников содержится немало восторженных отзывов о его клинических лекциях. Захарьин пользовался большой популярностью у студентов, его лекции были очень логичны и доступны. Полагая, что профессор клиники должен основное время лекции посвящать разбору больных и демонстрациям, Захарьин уделял мало внимания теории, хотя сам был в курсе новейших достижений, внимательно следил за публикациями в медицинских журналах и монографиях.
С именем Захарьина связана так называемая «полунинская история» (1869—1870), когда профессор А. И. Полунин, назначенный заменять временно отсутствующего Захарьина в качестве профессора терапевтической клиники, был освистан студентами, недовольными качеством лекций. Захарьин также не избежал конфликта со слушателями в последний период деятельности, когда его лекции бойкотировались студентами, которые протестовали против консервативных общественно-политических взглядов профессора, были недовольны уровнем научной работы в факультетской клинике, упрекали Захарьина в чрезмерном увлечении частной практикой в ущерб лекциям. После особенно жестокого оскорбления со стороны собственных же студентов в 1896 году Захарьин ушёл в отставку. Через год после этого он скончался от инсульта.

Бюст Г. А. Захарьина во дворе Клинической больницы № 6 в Пензе, носящей его имя. 1988 год

Захарьин находился в состоянии конфликта не только со студентами, но и с некоторыми коллегами-профессорами (Ф. Ф. Эрисманом, П. И. Дьяконовым, Н. Ф. Склифософским), которые критиковали его в прессе за ретроградство, консерватизм и сребролюбие, хотя он всю жизнь занимался благотворительностью. На его средства была построена амбулатория для крестьян в родовом селе Вирга Саратовской губернии и больница «Захарьин» под Москвой; даже водопровод в Черногории (в Даниловграде); в 1876 году Захарьин снарядил за свой счёт санитарный отряд в помощь сербам.
Захарьин щедро помогал нуждающимся студентам: в 1880 году предоставил капитал (10 тыс. рублей) на устройство стипендии на медицинском факультете, а также внёс 2 тыс. рублей на выдачу единовременных пособий. Оказал поддержку при создании Музея изящных искусств, пожертвовав средства на приобретение копий с памятников искусства. Завещал на общественные нужды 500 тысяч рублей — на строительство народных училищ в Саратовской губернии («на помощь простому народу и сельскому духовенству»).
С 1872 года Захарьин жил в селе Куркино, хотя имел каменный дом в Москве. В Орловской губернии у него было 1340 десятин земли, а у жены — 650 десятин.
Умер в Москве 23 декабря 1897 года (4 января 1898). Похоронен в селе Куркино Московского уезда Московской губернии в фамильной часовне у Владимирской церкви.
Богатое семейство Захарьиных много средств выделяло на благотворительность; они участвовали в ремонте храма Владимирской иконы Божией Матери в 1892 году, на их средства была построена церковная каменная ограда; в 1899 году была церковно-приходская школа. Через два года после смерти Г. А. Захарьина, его вдова и дочь заказали известному архитектору Ф. О. Шехтелю проект семейной часовни-склепа с мозаикой распятого Спасителя, выполненной в Италии по эскизу В. М. Васнецова. В 1907—1908 годах часовня-усыпальница была построена и здесь был помещён прах известного врача. Позже здесь же упокоились его жена Е. П. Захарьина и сын С. Г. Захарьин. Мавзолей Г. А. Захарьина в Куркине, отреставрированный в 2010-е годы, является объектом культурного наследия федерального значения.

### Лечение Александра III
В 1894 году профессор Захарьин лечил императора Александра III в Ливадии вместе с профессором Лейденом, за что подвергался постоянным нападкам со стороны «левых»[кого?].
Жалобы императора на здоровье начались после катастрофы императорского поезда в Борках (1888). При обнаружении у Александра III признаков пневмонии, в помощь хирургам Г. И. Гиршу и Н. А. Вельяминову для осмотра императора был вызван Захарьин, который подтвердил поставленный диагноз и назначил лечение.
26 января Александр III почувствовал себя поправившимся и в этот день медиков не принял. За участие в лечении царя Захарьин был награждён орденом Александра Невского и получил 15 тыс. рублей.
Следующий кризис в состоянии здоровья Александра III пришёлся на начало августа 1894 года, когда он присутствовал на военных учениях в Красном Селе. Александру стало плохо от резкой опоясывающей боли в пояснице. Из Москвы в Петергоф был срочно вызван Захарьин, прибывший 9 августа. В результате обследования императора Захарьиным были обнаружены у него признаки нефрита и увеличение левого желудочка сердца при слабом и частом пульсе (признаки последовательного поражения сердца и недостаточного очищения почками крови). Захарьин сообщил о диагнозе императрице Марии Фёдоровне и Александру III, не скрывая, что «подобный недуг проходит, но в высшей степени редко». На выговор императрицы за резкость в постановке диагноза Захарьин ответил: «Я знаю, что я говорю».
Болезнь императора быстро прогрессировала. Прогнозы Захарьина были крайне негативными. Врач рекомендовал как можно быстрее перевезти больного императора на юг. В 20-х числах сентября 1894 года царская семья приехала в Ливадию. 3 октября в Ливадию прибыли Захарьин и немецкий врач-терапевт Лейден, которые обследовали царя. В последующем разговоре с императрицей Лейден не скрыл серьёзности положения, но «не называя, однако, состояние безнадёжным». Сам Лейден писал: «В полдень следующего дня состоялась консультация всех врачей; тут был и доктор Захарьин. Это был человек 65 лет, очень сохранившийся, живой, умный, немножко оригинал, притом не без упрямства, вследствие чего общение с ним делалось затруднительным. К сожалению, в итоге нашей консультации, не было ничего утешительного». В отличие от него, Захарьин «высказал императрице всю правду в очень определённых выражениях, довольно резко и, я бы сказал грубо…».
Врачи, лечившие Александра III попали в трудное положение. Хотя самого начала они понимали, что дни императора сочтены, им приходилось каждый день сочинять бюллетени, в которых нельзя было говорить о безнадёжности состояния больного, поскольку Александр III просматривая русские и иностранные газеты мог прочитать информацию о своём здоровье. Врачам приходилось ежедневно выдумывать такие отчёты о здоровье, обманывающие самого больного и весь мир. При этом мировые медицинские круги изучая эти отчёты, имели веские основания утверждать, что больного «не так лечат».
Захарьин оставил записки о болезни императора и сразу после возвращения из Крыма широко делился своими воспоминаниями о характере заболевания царя. Захарьин провёл отдельную лекцию, посвящённую подробному описанию болезни покойного императора.
После смерти императора 20 октября 1894 года, распространились слухи о том, что больного неправильно лечили и основные обвинения были направлены на Захарьина. Страсти разгорелись до такой степени, что толпа перебила стёкла в доме Захарьина, а его самого пришлось спасать полиции. Вскрытие, проведённое профессором И. Ф. Клейном, подтвердило полностью диагноз Захарьина. От Николая II в награду за участие в лечении императора Захарьин получил премию 5 тыс. рублей и табакерку с портретом Александра III на Рождество в декабре 1894 года.

## Семья
В 1862 году женился на дочери помещика Орловской губернии, Екатерине Петровне Апухтиной. 
Дети:  
- сын — С. Г. Захарьин
- дочь — Александра Григорьевна Подгорецкая.

## Увековечение памяти
- Противотуберкулезная клиническая больница № 3 им. Г. А. Захарьина (Куркинское шоссе, д. 29). Расположена недалеко от усыпальницы Г. А. Захарьина в Куркино. Создавалась в 1910—1911 годах Екатериной Петровной Захарьиной и Александрой Григорьевной Подгорецкой — вдовой и старшей дочерью терапевта. Руководил строительством И. Э. Грабарь[23].
- 26 февраля 1982 года постановлением Совета министров РСФСР имя Г. А. Захарьина было присвоено Пензенской центральной городской больнице № 6 (ныне — ГБУЗ «Клиническая больница № 6 имени Г. А. Захарьина»). В 1988 году во дворе больницы был установлен бюст врача.

## В литературе
Григорию Антоновичу Захарьину посвящен рассказ («историческая миниатюра») Валентина Пикуля «Клиника доктора Захарьина».